# Będargowiec
Będargowiec [bɛndarˈɡɔvjɛt͡s] là một làng thuộc gmina Pełczyce, huyện Choszczno, tỉnh Zachodniopomorskie, phía tây bắc Ba Lan. Będargowiec cách Pełczyce khoảng 7 kilômét (4 mi) về phía đông nam, cách Choszczno khoảng 18 km (11 mi) về phía nam và cách thủ phủ của Zachodniopomorskie là Szczecin khoảng 71 km (44 mi) về phía đông nam.
Đối với lịch sử của vùng, xem Lịch sử Pomerania.